# Willibald Filser
Willibald Filser (* 18. April 1831 in Kaufbeuren; † 18. Januar 1895 ebenda) war ein deutscher Kunsthändler, Magistratsrat und Museumsgründer.

## Leben
Willibald Filser war ein Sohn des Ehepaares David Ignaz Filser (1787–1831), Maler in Kaufbeuren, und Anna, geborene Guggemos (1788–1875). Bereits der Großvater, Johann Georg Filser, hatte in Kaufbeuren das Malerhandwerk ausgeübt, und auch Willibald absolvierte zunächst in Kaufbeuren bei seinem Stiefvater Mathias Männer eine Malerlehre. Mit dem 27. April 1849 ist der Eintritt des 18-Jährigen in die Münchner Kunstakademie dokumentiert. 1855 erhielt er die Konzession zur Ausübung des Maler- und Vergolderhandwerks in Kaufbeuren. Gemeinsam mit dem Maler Josef Räth erwarb er 1860 ein Haus, einige Jahre später kam er auch in den Besitz des Elternhauses. 1863 heiratete er die Schnittwarenverkäuferin Theresia Miehr aus Heidelfing, die bereits 1872 verstarb.
Zusätzlich zu seinem Malerbertrieb – den er einige Jahre später seinem Kompagnon überließ – eröffnete Willibald Filser eine Kunsthandlung und das erste fotografische Atelier der Stadt. Dieses verkaufte er 1876 an den Fotografen Johann Nepomuk Kreuzer. 1869 erwarb Willibald Filser das Bürgerrecht, von 1869 bis 1883 war er Mitglied des Gemeindekollegiums und im Anschluss – bis zu seinem Tod – Magistratsrat der Stadt Kaufbeuren, außerdem auch Mitglied der katholischen Kirchenverwaltung. Als passionierter Sammler von „Altertümern“ veranlasste er 1879 die Gründung eines städtischen „Lokalmuseums“ in Kaufbeuren, das 1880 eröffnet wurde. Im 1891 mit weiteren Bürgern der Stadt gegründeten „Altertumsverein“ wirkte er jahrelang als 1. Vorsitzender.
Eine von ihm nachgelassene Summe von 10.000 Mark ermöglichte die Einrichtung der „Willibald Filser'schen Stipendiatsstiftung“ mit dem Ziel, deren jährlichen Zinsertrag zur Förderung zweier Studierender aus Kaufbeuren zu verwenden.
1946 wurde der „Filserweg“ in Kaufbeuren nach Willibald Filser benannt.